# قناة شرجية
القناة الشرجية هي الجزء الذي يربط المستقيم بفتحة الشرج، ويقع أسفل مستوى قاع الحوض. يقع داخل المثلث الشرجي للعجان، بين الحفرة الإسكية الشرجية اليمنى واليسرى. باعتباره الجزء الوظيفي الأخير من الأمعاء، فإنه يعمل على تنظيم إخراج البراز من قبل اثنين من المجمعات العضلية العاصرة. فتحة الشرج هي الفتحة الموجودة في الجزء الطرفي من القناة الشرجية.

## التركيب
يبلغ طول القناة الشرجية عند الإنسان 2.5 إلى 4 سم (0.98 إلى 1.57 بوصة) تقريبًا، من الوصلة الشرجية إلى فتحة الشرج. مُحاط بعضلات عاصرة داخلية لا إرادية وخارجية تحافظ على التجويف مغلقًا في شكل شق أمامي خلفي.
يتم تمايز القناة عن المستقيم عن طريق الانتقال على طول السطح الداخلي من نسيج الأديم الباطن إلى نسيج الأديم الظاهر الشبيه بالجلد.

## الوظيفة
العضلة العاصرة الشرجية الخارجية هي العضلة الإرادية التي تحيط وتلتصق بفتحة الشرج عند الحافة السفلية للقناة الشرجية. هذه العضلة في حالة انقباض تكززي، لكنها ترتخي أثناء التغوط للسماح بإخراج البراز.
يتم التحكم أيضًا في حركة البراز بواسطة العضلة العاصرة الشرجية الداخلية التي يتم التحكم فيها بشكل لا إرادي، وهي امتداد للعضلة الدائرية المحيطة بالقناة الشرجية. يرتاح لطرد البراز من المستقيم والقناة الشرجية.
تنقسم القناة الشرجية إلى جزأين: علوي وسفلي، يفصل بينهما خط بكتيني (المعروف أيضًا باسم الخط المسنن)

## معرض صور

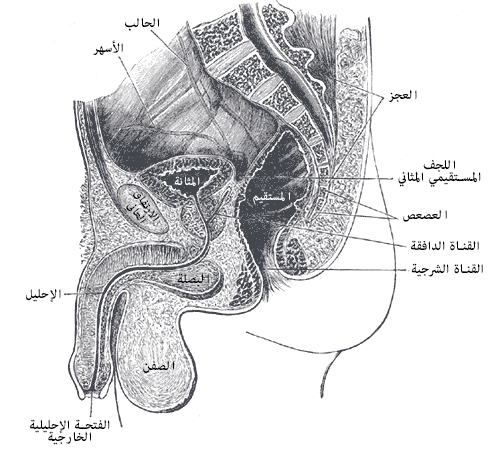
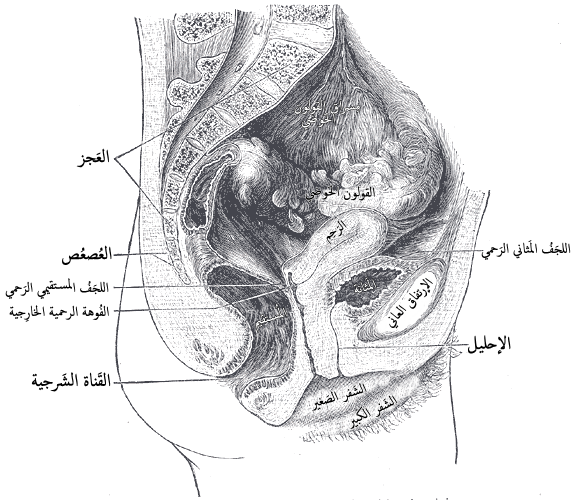
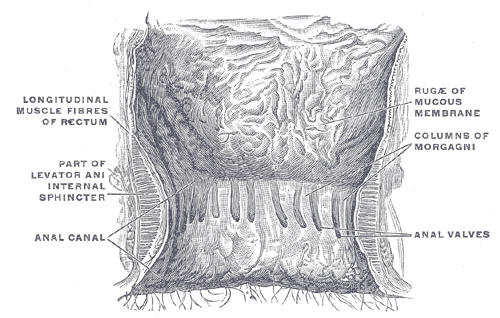
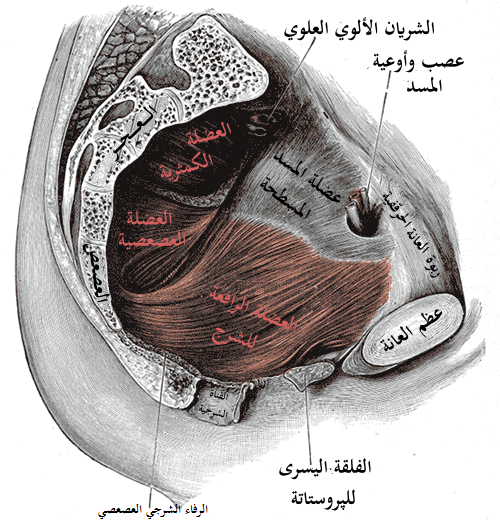

## روابط خارجية
- درسٌ تشريحي حول pelvis مُعدٌ بواسطة ويسلي نورمان (جامعة جورجتاون).
- شكل تشريحي: 44:05-00 على موقع مركز سوني دونستات الطبي (تشريح بشري عبر الإنترنت). — "The rectum and anal canal in the male pelvis"